# Argenis Sánchez
Argenis José Sánchez (Guanare, Portuguesa, Venezuela, 13 de agosto de 1960) es un cantante y compositor  venezolano, interprete de música folclórica Venezolana.Nació en el Barrio La Pastora, de la ciudad de Guanare, Estado Portuguesa, Venezuela. Descendiente de cuatro generaciones de músicos del llano, Durante su formación escolar sus profesores y maestros apreciaron  su talento y lo impulsaron a cultivar sus aptitudes en materia musical.

## Biografía
A la edad de 16 años, se muda a la ciudad de Caracas. En el año 1984, conoce a Don José Romero Bello, al escuchar las interpretaciones de Argenis, este decide contratarlo, para amenizar a los clientes del local  "La Apureña" del que era propietario Romero Bello,ya que para la época era un sitio donde se presentaban los cantantes de música criolla más conocidos, 
Para 1986, bajo la firma de la empresa discográfica CBS Internacional, lanza su primera producción musical que lleva por título "Mi Estrella es Venezuela". posteriormente en 1988, realiza su segunda producción discográfica "Argenis Sánchez, imponiendo su estilo", con la misma discográfica. Dos años después, graba para TH Araguaney su tercera producción discográfica que lleva por nombre: "Hugo Blanco presenta a Argenis Sánchez". Al año siguiente compone la pieza musical que lo hizo ganador a 12 primeros lugares como la mejor Voz Recia en diferentes festivales de la música llanera, tema que lleva por título "Yo soy el heredero", nombre éste que también da título a su cuarto trabajo discográfico que estuvo bajo la producción de la discográfica TH Araguaney. 
Tras 10 años consecutivos participando en festivales nacionales e internacionales de la música llanera, haciéndose acreedor del primer lugar de más de 203 festivales. La Sociedad de Autores y Compositores de Colombia (SAICO) le otorga el galardón "Hombre del año" en la ciudad de Bogotá, Colombia, en atención a todos los logros obtenidos en ese país. Durante la ceremonia oficial, también se le declaró "Fuera de Concurso" mención que además de reconocerle su talento artístico, también lo comprometió a no participar más en festivales de la canta llanera colombiana, ya que durante los últimos 4 años, Argenis había logrado la hazaña de hacerse acreedor a los primeros lugares en todos los renglones que se contemplan en dichos festivales-
En mayo del año 2001, es invitado por la directiva del Barbican Hall Institute, el complejo cultural más grande de Europa, ubicado en la ciudad de Londres, Inglaterra, para participar en el URBAN BEST FESTIVAL (Festival Mundial de Bandas Urbanas), fue la primera vez que la música llanera se presenta en escenarios del Reino Unido. Argenis Sánchez estuvo acompañado por Ensamble Gurrufío, Armigos Invisibles, Guaco y Vasallos del Sol.
A finales del 2003,  se presenta en las dos salas más importantes de la ciudad e Caracas como lo son: El Teatro Teresa Carreño y El Aula Magna de la Universidad Central de Venezuela, acompañado por la  Camerata Criolla y Ensable Gurrufio. De estas presentaciones surge la idea de la producción discográfica ”El Reto” producido por Paúl Deseen y dirigido por Manuel Hernández, una producción ejecutiva de Ensamble Garrufio.
Desde el año 2009, se encuentra residenciado en la ciudad de Panamá,  donde realiza diversos conciertos, proyectando la música Venezolana intencionalmente, entre los que se destaca su presentación en El Teatro Nacional de Panamá, durante el Bicentenario de la Independencia de Venezuela en el 2011. participo con músicos panameños como Sergio Cortés, miembro honorario de la Sociedad Panameña de Autores y Compositores. Tras varios años de presentaciones y giras en Colombia y Venezuela, presenta su producción "Cruzando Fronteras. Aquí llegó el que esperaban" primer álbum musical llanero que lleva la técnica de "décimas coleadas" considerada innovadora por críticos, musicólogos y compositores de larga data en Colombia y Venezuela.

## Premiaciones
Dentro de los galardones obtenidos se destacan los siguientes
- Miranda de oro
- Voz novel sindical
- Viva Venezuela
- Panoja de oro
- El silbon
- Cantaclaro de oro
- Florentino de oro
- Internacional voz del alma llanera realizado en Venezuela (2do lugar)
- Internacional voz del alma llanera realizado en Venezuela (1er lugar)
- Tercer festival internacional cimarrón de oro
- Festival internacional el silbón del año 1997
- Coplero de oro de Venezuela año 1987
- Miranda de oro año 1988
- Orituco de oro 1991
- Enlace de oro 1991
- Don pio alvarado año 1991unico premio otorgado por votación
- Orituco de oro 1992
- Don pio alvarado 1992
- El 15.50 de oro
- Es Venezuela 1993
- Águila de oro 1996
- Navas de oro 1996
- Mara de oro 1996
- Navas de platino 1997
- Premio nacional del folklore 1997
- Voz de oro del folklore 1998
- Orden al mérito en el año 1999 otorgada por la gobernación del estado Miranda
- Estrella de platino en el Barquisimeto pop festival 2008
- Premio al compositor destacado del año “Luis Alfonso Larrae”
- Premio equinoccio de oro por latín music en Uruguay

## Discografía
Su discografía es la siguiente
- Imponiendo Su Estilo (1987)
- Mi Estrella es Venezuela* (1986)
- Hugo Blanco Presenta a: Argenis Sánchez (1990)
- Yo Soy El Heredero (1991)
- Entre Tiples y Bordones (1992)
- Reflexiones (1992)
- Volveré a Trabajar Llano (1995)
- Cunaviche Adentro (1996)
- Recia Pasión por Venezuela (1998)
- Vamos a Ver Quien se Atreve (2003)
- El Joropo de Mi Tierra (2005)
- 32 éxitos de Argenis Sánchez (2005)
- El Reto (2005)
- Ayer y Hoy (2006)
- Pajarillo (2009)
- Cruzando Fronteras. Aquí Llegó el que Esperaban (2014)
- Ayer y Hoy 20 Años de Pura Tradición (2014)
- Camino Que Vas al Río (2023)
- Ya No Insistas Corazón (2024)

## Colaboraciones con otros artistas
- El Reto. La Leyenda de Florentino y el Diablo (con Ensamble Gurrufío, Francisco Pacheco y la Camerata Criolla, 2005)[4]
- Pajarillo con Ilan Chester (2009)
- Cantos de Monte Azul (2005) Carlos Cachi Ortegón
- Barrio Obrero. 40 años de Gaita. 1995